# Alice Avril (personnage)
 (août 2017).
Si vous disposez d'ouvrages ou d'articles de référence ou si vous connaissez des sites web de qualité traitant du thème abordé ici, merci de compléter l'article en donnant les références utiles à sa vérifiabilité et en les liant à la section « Notes et références ».
Alice Avril est l'un des personnages principaux de la série Les Petits Meurtres d'Agatha Christie. Elle est reporter à La Voix du Nord. Sa meilleure amie est  Marlène Leroy qui est aussi la secrétaire du commissaire Swan Laurence avec qui Alice s'entend comme chien et chat. Si Alice et Laurence se taquinent en permanence, Marlène et lui sont cependant ses seuls amis et considérés comme sa famille.

## Biographie

### Enfance
Alice a été élevée à l’assistance publique dans des orphelinats : d'abord à l'orphelinat « Sainte-Thérèse » puis au moins une partie de son adolescence à celui de « Sainte Cécile ». Elle n’a jamais eu la vie facile. Elle est vraisemblablement née le 1er avril 1934, mais comme elle avait été déposée devant l'orphelinat ce jour précis, elle évoque la possibilité selon laquelle elle serait née la veille. Son prénom était écrit sur un petit mot trouvé sur elle. Alice porte au cou un collier ayant appartenu à sa mère, Émilie Beauregard, dont elle découvrira l'existence et l'identité dans l’épisode no 15, La Mystérieuse Affaire de Styles. Propriétaire fortunée d'un hôtel de luxe au Touquet, Émilie Beauregard meurt empoisonnée. Elle a le temps d'apprendre à Alice qu'elle l'avait déposée à l'orphelinat car elle ne pouvait s'en occuper en raison de son jeune âge. Alice découvrira l'identité de son père dans le dernier épisode de la saison 2, Un cadavre au petit déjeuner : Arthur Grignan, un riche violoniste.

### Vie adulte
Elle s’est toujours battue pour obtenir ce qu’elle voulait et s’est toujours relevée après chaque coup dur. Ce qu’on ne lui donne pas, elle le prend avec une énergie et une hardiesse qui semblent inépuisables.
À 19 ans, pour sortir de l’institution où elle était placée, elle s’est mariée avec un certain Robert Vasseur, mais s’est rendu compte très vite que c’était une erreur. C’est elle qui prit la décision de divorcer cinq ans plus tard (une situation qui choquait à cette époque) et de prendre sa vie en main sans un regard en arrière. Depuis son divorce, elle a du mal à joindre les deux bouts et enchaîne avec énergie toutes sortes de petits emplois. Dans Mademoiselle MacGinty est morte (épisode no 10), son ex-mari vient lui demander son aide car il est accusé de meurtre. Au fil de la série, Alice entretient différents flirts ou relations amoureuses avec des hommes ou des femmes.
Ambitieuse, Alice veut réussir. Elle est journaliste à La Voix du Nord où elle rédige le courrier du cœur, une fois par semaine. Même si sa tâche est peu glorieuse, sa rubrique a du succès. Sa psychologie et son empathie pour les gens font qu’elle répond avec beaucoup de finesse et de cœur à ses lecteurs. 
Dans l'épisode La Mystérieuse Affaire de Styles (épisode n°15), Alice apprend que sa mère est la gérante de l'Institut de soins Styles : Émilie Beauregard. Malheureusement, cette dernière meurt avant qu'elles puissent nouer un lien.

### Relations avec les autres personnages

#### Swan Laurence
Bien que collaborant avec Swan lors d'enquêtes, Alice le trouve souvent hautain et froid mais elle l'apprécie malgré leurs idées complètement opposées sur la condition féminine. Alice sait qu'elle pourra toujours compter sur lui en cas de problème, même s'il lui fait croire qu'il ne s'en préoccupe pas. Alice reproche souvent à Laurence de la mettre en cabane, même s'il le fait généralement pour la protéger et quelquefois pour la taquiner. Swan, quant à lui, la trouve souvent insupportable et trop curieuse bien qu'il tienne beaucoup à elle en évitant de le montrer. Il lui sauve plusieurs fois la vie en arrivant généralement au moment où Alice menace de se faire tuer. Il a confiance en elle et se sert souvent d'elle et de sa tendance à fouiner pour avoir des informations.

#### Marlène Leroy
Alice n'hésite pas à profiter de la "cervelle d'oiseau" et de la gentillesse de Marlène pour lui soutirer des informations que Swan ne lui a pas données, notamment au début. Elle tente aussi de convaincre Marlène que les hommes - Swan en particulier - sont d’indécrottables machos, mais sans succès car Marlène reste totalement imperméable aux arguments d'Alice. Malgré leurs énormes différences, les deux femmes sont meilleures amies. Marlène n'hésite pas à apprendre à Alice ce qu’elle sait.

## Caractéristiques
Alice est extravertie, a mauvais caractère mais n’est pas méchante. Elle refuse sa féminité, synonyme pour elle de fragilité. Aussi refuse-t-elle la moindre marque de coquetterie : une douche le matin et une queue de cheval suffisent pour commencer la journée. Elle s’habille avec ce qui lui tombe sous la main et le peu que lui permet son budget. Être jolie ne lui a attiré que des ennuis et elle se méfie des hommes qu’elle juge hypocrites et surtout lâches. Elle doit repousser régulièrement les assauts de son rédacteur en chef, Robert Jourdeuil, un homme marié de 45 ans, infidèle, très séducteur aux tempes grisonnantes, sûr de lui, que le refus permanent d’Alice amuse. Il en fait une sorte de défi.
Elle a son franc-parler et le sens de la répartie. Elle est drôle et les pétrins dans lesquels elle se fourre sont l’occasion de situations cocasses. Elle a une dent contre les bourgeois, les aristocrates, les machos, et a la manie d’essayer de rallier les autres à sa cause. 
Alice a décidé de se passer d’amour, de ne plus avoir d’attaches, ce qui ne l'empêche pas de vivre quelques relations intimes. Elle ne sait pas résister aux hommes qui tentent de la séduire. Le mensonge fait partie de sa vie, la roublardise aussi. C’est une question de survie. 
Alice a toujours faim et grignote en permanence, comme si elle n’allait pas manger le lendemain. Elle aime l’aventure et le risque, c’est une boulimique de la vie. Autodidacte, elle lit tout ce qui lui tombe sous la main. Par contre, l’analyse qu’elle en fait est parfois assez étonnante... Elle est franche, trop franche, et ne choisit pas ses mots. Elle parle souvent argot, avec des expressions imagées. Elle se laisse séduire par les nouvelles expressions en vogue. 
Elle ne réfléchit pas mais fonce et se met dans des situations impossibles. Trop impatiente pour raisonner, elle s’éparpille, part dans toutes les directions. Viscérale, elle se laisse dominer par ses émotions. Par exemple, elle a beaucoup de mal à soupçonner un assassin qui lui paraît, au premier abord, sympathique, ce qui peut la conduire à des désillusions douloureuses. 
Elle ne supporte pas la violence, ni la vue du sang et encore moins celle d'un cadavre. Dans le même temps, son intuition lui fait souvent entrevoir la vérité. Ses méthodes ne sont pas du tout orthodoxes, elles font ricaner le commissaire tellement rationnel, qui est cependant bien obligé de constater leur efficacité. Elle se déplace sur un vieux scooter qu'elle conduit à peu près comme une moto de trial.

## Style vestimentaire
Alice porte souvent une chemise à carreaux et un jean. Elle y ajoute une veste en jean également ou un blouson en cuir rouge. En hiver, elle porte un manteau de couleur verte et une écharpe en laine. Côté chaussures, elle privilégie les ballerines et les chaussures montantes en cuir à lacets.
Elle se déguisera souvent pour le besoin de ses enquêtes.